# الزاوية العبدلاوية
الزاوية العبدلاوية نسبة إلى مؤسسها الشيخ محمد بن عبد الله معن الأندلسي سنة 1038ه، وقد لعبت هذه الزاوية دورا فعالا في نشر التصوف خاصة الطريقة الشاذلية,وقد تخرج منها الكثير من العلماء والفقهاء والمؤرخين أمثال عبد السلام بن الطيب القادري الحسني والمهدي الفاسي الفهري والكثير من أعلام القرن الحادي والثاني والثالث عشر الهجري.
ويقوم أبناء العبدلاوي معن اليوم بتسيير هذه الزاوية وإن توقف نشاطها إلى حين وصيرت مسجدا تقام فبه الصلوات الخمس، وتعتبر هذه الزاوية من القلائل التي لا تضم مقابر ولا شواهذ، حيث ان العبدلاويون كانوا ولا يزالوا يحرصون على تجنب الدفن داخل الزاوية حيث لهم مقابرهم الخاصة وبها قبة جدهم الأكبر وباقي العبدلاويين الذين سكنوا فاس منذ نزوحهم من جزيرة الأندلس في القرن التاسع الهجري. وتقوم عائلة العبدلاوي كل سنة بفاس بإحياء ذكرى ليلة القدر بهذه الزاوية إحياء لدورها وإن قل ذلك في السنوات الأخيرة.